# Вознесенский собор (Новосибирск)
Вознесе́нский собо́р — православный храм в Новосибирске, кафедральный собор Новосибирской митрополии и епархии Русской православной церкви.

## История
Первый деревянный храм в честь Вознесения Господня был построен в городе Ново-Николаевске в 1913 году. Церковь была однопрестольная, деревянная, с колокольней в одной связке, кровля крытая железом. Освящение церкви 6 апреля 1913 года совершил благочинный новониколаевских церквей протоиерей Николай Завадовский. Вознесенской церкви был определён штат из одного священника и одного псаломщика.
После образования в 1921 году Ново-Николаевской губернской епархии в церкви стала располагаться кафедра епископа. Трудами первого новосибирского архиерея — митрополита Никифора (Асташевского) к нему был пристроен придел во имя Николая Чудотворца (освящён в 1925 году). После ареста в 1937 году архиепископа Сергия (Василькова), группы духовенства и мирян храм был закрыт, в нём было устроено зернохранилище. Храм был возвращён церкви в 1944 году трудами архиепископа Варфоломея.
В марте 1946 года на церковной звоннице появились колокола (главный колокол в 340 кг и 6 малых колоколов). В 1947 году к собору был пристроен второй придел — во имя преподобного Серафима Саровского (в нём после своей смерти был погребён митрополит Варфоломей). В этом же году церковь получила статус кафедрального собора.
К 1970-м годам деревянный собор обветшал, в 1971 году после открытия рядом с ним Новосибирского цирка здание оказалось в низине, а церковная территория утратила один из двух входов. В 1971 году архиепископом Павлом (Голышевым) был построен новый крестильный храм в честь Крещения Господня. В 1974 году епископом Гедеоном была начата реконструкция собора: перестроена западная часть, увеличен притвор, произведена замена внутренних колонн. Для сохранения внешнего вида деревянного храма новые кирпичные стены были скрыты под деревянной обшивкой. В 1976 году стены всех трёх алтарей собора были заменены на кирпичные, в 1979 году был освящён нижний храм в честь святого Александра Невского и праотца Гедеона.
В 1988 году к 1000-летию Крещения Руси реконструкция собора была завершена, здание стало полностью каменным, внутренние стены были украшены росписью, снаружи в люнетах над входами были помещены мозаики. В 1990-е годы было проведено благоустройство прилегающей к собору территории: построена часовня во имя Всех Святых, в земле Сибирской просиявших (1996 год) и административный корпус (1998 год). В 1999 году, к празднованию 75-летия Новосибирской епархии, был отреставрирован и заново вызолочен главный иконостас собора. В 2011 году было выполнено поновление росписей и реставрация иконостасов Серафимовского и Никольского приделов.

## Святыни
- икона святителя Николая Чудотворца (с частицей мощей);
- икона великомученика и целителя Пантелеимона (с частицей мощей);
- икона преподобного Серафима Саровского (с частицей мощей);
- икона преподобного Амвросия Оптинского с частицей мощей (в алтаре Серафимовского придела);
- икона святителя Иннокентия, митрополита Московского и Коломенского (с частицей мощей), дар патриарха Алексия II, находится в часовне Всех Святых, в земле Сибирской просиявших;
- икона Божией Матери «Живоносный источник» (в нижнем храме);
- ковчег с частицами мощей многих святых (в алтаре Серафимовского придела);
- икона святителя Иоанна Шанхайского с частицей мощей;
- икона святых Царственных страстотерпцев, дар патриарха Кирилла;
- ковчег с частицей мощей великомученика Георгия Победоносца.